# Centromochlus schultzi
Centromochlus schultzi is een straalvinnige vissensoort uit de familie van de houtmeervallen (Auchenipteridae). De wetenschappelijke naam van de soort is voor het eerst geldig gepubliceerd in 1962 door Rössel.